# Human coronavirus HKU1
Human coronavirus HKU1 (HCoV-HKU1) er en art af coronavirus, der stammer fra inficerede mus.
Hos mennesker kan den resultere i infektion i de øvre luftveje med symptomer på forkølelse, men kan udvikle sig til lungebetændelse og bronchiolitis.
Den blev først opdaget i januar 2005 hos to patienter i Hong Kong. Efterfølgende forskning har vist, at den har global udbredelse og en tidligere udviklingshistorie.
Virussen er en indkapslet, enkeltstrenget (single-stranded) RNA-virus med positiv sense, der kommer ind i værtscellen ved at binde til receptoren 'N-acetyl-9-O-acetylneuraminsyre'.
Den har genet for Hemagglutinin esterase (HE), et kendetegn for medlemmer af slægten Betacoronavirus og underslægten Embecovirus.
HCoV-HKU1 er en af syv kendte coronavirus der kan inficere mennesker; de øvrige er: HCoV-229E, HCoV-NL63, HCoV-OC43, MERS-CoV, SARS-CoV og SARS-CoV-2.